# Sylvio d’Avila
Sylvio d’Avila (Rio de Janeiro, 3 de outubro de 1905 – Rio de Janeiro, 20 de janeiro de 1982) foi um médico brasileiro.
Graduado pela Faculdade de Medicina do Rio de Janeiro em 1927. Foi eleito membro da Academia Nacional de Medicina em 1945, sucedendo Benjamin Vinelli Baptista na Cadeira 72, que tem Belmiro de Lima Valverde como patrono.